# Episodi de Il tocco di un angelo (terza stagione)
La terza stagione della serie televisiva Il tocco di un angelo, composta da 30 episodi, è stata trasmessa negli Stati Uniti sul canale CBS dal 15 settembre 1996 al 18 maggio 1997.
| nº | Titolo originale           | Titolo italiano                  | Prima TV USA      | Prima TV Italia |
| -- | -------------------------- | -------------------------------- | ----------------- | --------------- |
| 1  | Promised Land              | Terra promessa                   | 15 settembre 1996 |                 |
| 2  | A Joyful Noise             | Il canto degli angeli            | 21 settembre 1996 |                 |
| 3  | Random Acts                | Tutto per caso                   | 22 settembre 1996 |                 |
| 4  | Sins of the Father         | I peccati del padre              | 29 settembre 1996 |                 |
| 5  | Written in Dust            | Un segreto scritto nella polvere | 6 ottobre 1996    |                 |
| 6  | Secret Service             | Pescatore di anime               | 13 ottobre 1996   |                 |
| 7  | Groundrush                 | Caduta libera                    | 30 ottobre 1996   |                 |
| 8  | The Sky Is Falling         | La fine del mondo                | 3 novembre 1996   |                 |
| 9  | Something Blue             | Qualcosa di blu                  | 10 novembre 1996  |                 |
| 10 | Into the Light             | Prova d'appello                  | 17 novembre 1996  |                 |
| 11 | The Homecoming, Pt.1       | Ritorno a casa                   | 24 novembre 1996  |                 |
| 12 | The Homecoming, Pt.2       | La notte dell'eclissi            | 1º dicembre 1996  |                 |
| 13 | The Journalist             | Giornalista                      | 8 dicembre 1996   |                 |
| 14 | The Violin Lesson          | Una nota stonata                 | 22 dicembre 1996  |                 |
| 15 | Forget Me Not              | L'obiettivo sbagliato            | 12 gennaio 1997   |                 |
| 16 | Smokescreen                | Ombrellini di carta              | 19 gennaio 1997   |                 |
| 17 | Crisis of Faith            | Un uomo in crisi                 | 2 febbraio 1997   |                 |
| 18 | Angel of Death             | L'erede di Houdini               | 9 febbraio 1997   |                 |
| 19 | Clipped Wings              | L'angelo degli angeli            | 16 febbraio 1997  |                 |
| 20 | Amazing Grace, Pt.1        | Il muro (1a p.)                  | 23 febbraio 1997  |                 |
| 21 | Amazing Grace, Pt.2        | Il muro (2a p.)                  | 25 febbraio 1997  |                 |
| 22 | Labor of Love              | Tempesta in arrivo               | 9 marzo 1997      |                 |
| 23 | Have You Seen Me?          | Due padri per Noah               | 16 marzo 1997     |                 |
| 24 | Last Call                  | Una notte in un anonimo bar      | 30 marzo 1997     |                 |
| 25 | Missing in Action          | Fili d'argento                   | 13 aprile 1997    |                 |
| 26 | At Risk                    | Volontari                        | 27 aprile 1997    |                 |
| 27 | Full Moon                  | Vittime della paura              | 4 maggio 1997     |                 |
| 28 | An Angel by Any Other Name | La più forte                     | 10 maggio 1997    |                 |
| 29 | Inherit the Wind           | Un angelo speciale               | 11 maggio 1997    |                 |
| 30 | A Delicate Balance         | I figli di Joseph Wells          | 18 maggio 1997    |                 |

## Terra promessa
- Titolo originale: Promised Land
- Diretto da: Michael Schultz
- Scritto da: Martha Williamson

### Trama
La famiglia Green in crisi economica ritorna al paese natale della nonna dove incontrerà un bimbo che farà parte della loro vita.
- Nota: questa vicenda verrà ripresa in altri episodi come La notte dell'eclissi, Il muro (1a p.), Il muro (2a p.) e L'eroe.

## Il canto degli angeli
- Titolo originale: A Joyful Noise
- Diretto da: Peter H. Hunt
- Scritto da: Katherine Ann Jones

### Trama
Monica lavora con il Dr. Adam Litowski, uno psichiatra per bambini, che è ossessionato dal caso di Melissa Houghton, una bambina che dice di sentire la voce di un angelo. Quando la ragazza sale su una torre di una chiesa, appare vicino a lei Clara, una misteriosa donna che accompagna la bambina a casa. A quel punto Adam crede che Melissa sia schizofrenica, intanto Monica scopre da Andrew, che la figlia del dottore è morta mentre festeggiava il suo compleanno. Adam nega però che la morte di sua figlia, stia influenzando la diagnosi di Melissa, e così Monica si rivela al dottore e gli spiega come è morta la sua bambina. Infine si scopre che Melissa non è schizofrenica, infatti Clara è un vero angelo e si rivelerà sia alla bambina che al dottore.

## Tutto per caso
- Titolo originale: Random Acts
- Diretto da: Tim Van Patten
- Scritto da: R.J. Colleary e Martha Williamson

### Trama
Monica si ritrova in un bosco a riflettere su un incarico non riuscito bene. A quel punto compare Tess che le dice che qualche volta gli umani commettono degli errori, che nemmeno gli angeli possono fermare. Così Monica incomincia a ricordare il suo incarico. Mike O'Connor festeggia il suo ventesimo anno come professore, ma sfortunatamente viene rapito da due studenti, Lucas e Danielle, che decidono di rubare la sua barca. Durante il viaggio in auto per arrivare al lago dove si trova la barca, Mike viene messo dentro il cofano della macchina ma Monica lo aiuta e gli suggerisce di guardare il video che la classe aveva fatto per lui. Quando Lucas non riesce a trovare la barca, decide di liberare Mike, anche se Danielle è contraria. Intanto Monica registra tutti e fatti, e quando i due ladri si ritrovano davanti a un “controllore” ammettono la loro colpa. Monica finisce il racconto, e Tess le spiega che lei era l'angelo giusto per questa missione, intanto Mike si riprende dallo shock.

## I peccati del padre
- Titolo originale: Sins of the Father
- Diretto da: Tim Van Patten
- Scritto da: Debbie Smith e Danna Doyle

### Trama
Monica si occupa di Luther Dixon, un uomo finito in galera, e che presto dovrà morire. L'angelo si finge una giornalista che deve fare un'intervista al condannato, intanto Tess e Andrew si occupano di Valerie Dixon, la madre di Luther, e di suo figlio Samuel, che prende suo fratello come un modello da seguire. Monica scopre che l'uomo di fronte alla cella di Luther, Willis, è in realtà il marito di Valerie, e quindi il padre di Samuel e Luther. Monica si rivela a Willis e lo convince a dire la verità a suo figlio Luther, che non reagisce bene alla notizia. Dopo che Willis chiede perdono, Monica con alcuni poteri fa in modo che Luther sia liberato per alcuni minuti per poter andare a salvare il fratello Samuel, che sta commettendo un omicidio. Luther raggiunge suo fratello e lo ferma, intanto Tess e Andrew consolano Valerie.

## Un segreto scritto nella polvere
- Titolo originale: Written in Dust
- Diretto da: Peter H. Hunt
- Scritto da: Ken LaZebnik e Jack LaZebnik (soggetto); Ken LaZebnik (sceneggiatura)

### Trama
Henry è un archeologo che decide di scavare un territorio a Navajo. Monica e Tess si fingono assistenti, intanto il padre di Henry, Sam, va nel territorio per provare a far pace con suo figlio. Ma Henry non accetta perché anni prima, Sam era contrario al suo matrimonio con una donna. Secondo Sam, lo scavo è un posto sacro e non dovrebbe essere violato, per questo un collega di Henry, Dillon, decide insieme a Monica di boicottare il territorio scavato. A questo punto Henry diventa furioso e decide di andare da solo nella grotta trovata, ma rimane ferito, intanto suo padre Sam va a cercarlo, ma anche lui cade nello scavo, e una volta li, viene preso da un attacco di cuore e muore. Monica si rivela a Henry e lo convince a distruggere lo scavo e a perdonare suo padre Sam, che ormai sta camminando con Andrew per andare da Dio.

## Pescatore di anime
- Titolo originale: Secret Service
- Diretto da: Bethany Rooney
- Scritto da: Kathleen McGhee-Anderson

### Trama
Marty Dillard è un agente dei servizi segreti che ha l'incarico di proteggere un futuro presidente: il Senatore Hammond. Monica si finge un agente segreto per cercare di aiutare Marty. Poco dopo il senatore viene quasi ucciso, ma Monica e Marty lo riescono a salvare, e così Hammond chiede alla giovane ragazza se vuole essere la sua personale guardia del corpo. La ragazza è molto felice e accetta l'incarico, però le cose si complicano quando un suo amico, Ulisse, viene ferito da un bullo. All'ospedale Marty scopre che Ulisse ha bisogno di un trapianto urgente e solo lei può aiutarlo. Così, Monica si rivela a Marty, e la convince a seguire il suo cuore: l'agente dona alcuni organi al suo amico Ulisse, e rifiuta il nuovo posto di lavoro del senatore.

## Caduta libera
- Titolo originale: Groundrush
- Diretto da: Peter H. Hunt
- Scritto da: Glenn Berenbeim; sceneggiatura di Burt Pearl

## La fine del mondo
- Titolo originale: The Sky Is Falling
- Diretto da: Victor Lobl
- Scritto da: Glenn Berenbeim

È Halloween e Monica deve occuparsi di un anziano signore, Leonard, che ha perso la voglia di vivere, a causa della morte di sua moglie Grace. Monica così lo aiuta a ricordare alcuni suoi momenti passati, al tempo in cui c'era la Guerra Mondiale. Era il 30 ottobre 1938 e la famiglia di Leonard stava in casa ascoltando la radio, che annunciava la possibile fine del mondo, a causa della guerra. In quel momento, il padre di Leonard dovette uscire, per risolvere un'indagine, intanto il resto della famiglia decise di andare in chiesa a pregare.
Lì Leonard incontra una giovane ragazza, Penny, e insieme decidono di scappare insieme, quando il giovane ragazzo scopre che suo padre è in pericolo.
I due ragazzi scappati si perdono, ma riescono a trovare un agente di polizia, Andrew, che rivela che il padre di Leonard è morto. A questo punto il ragazzo scappa ma gli angeli si rivelano e lo aiutano a capire.
Finito il racconto di Monica, il giovane angelo si accorge che la defunta Grace, era in realtà la ragazza della chiesa, Penny.

## Qualcosa di blu
- Titolo originale: Something Blue
- Diretto da: Terrence O'Hara
- Scritto da: Susan Cridland Wick e Jennifer Wharton

### Trama
Andrew, Monica e Tess si occupano di un matrimonio tra due persone, Kevin e Alison. Le cose si complicano quando arriva il padre di Alison, Stan, che fa venire dei dubbi su questo matrimonio. Per provare il suo amore, Kevin legge i suoi voti di nozze, ma le cose peggiorano quando il ragazzo scopre che Alison ancora non ha scritto i voti.
Così il matrimonio viene sospeso, intanto Tess rivela a Monica, che il giovane angelo deve ricordarsi di qualcosa molto importante. Alla fine la giovane coppia si sposa, e Monica ricorda che la cosa importante da fare era invocare Dio per benedire la cerimonia.

## Prova d'appello
- Titolo originale: Into the Light
- Diretto da: Victor Lobl
- Scritto da: R.J. Colleary

### Trama
James Block è un uomo che rischia di morire. Mentre è in coma incontra Andrew, che però non lo porta via. In questo modo James capisce che deve cambiare qualcosa nella sua vita, e così comincia a fare buone azioni, ad esempio aprendo un edificio per persone malate. Ma nelle notti successive, James sogna Andrew che gli dice che quello che sta facendo non è abbastanza, e che in questo modo non arriverà in paradiso. A quel punto l'uomo diventa furioso e le cose peggiorano quando va da una sua paziente nell'ospedale e gli dice che sta morendo e che nessun Dio la salverà, perché Lui è crudele. Monica e Andrew si rivelano a James, e gli spiegano che per andare in paradiso basta pregare e amare Dio. L'uomo capisce il messaggio del signore e corre in clinica giusto in tempo per dire alla giovane paziente malata che Dio l'aiuterà.

## Ritorno a casa
- Titolo originale: The Homecoming: Part 1
- Diretto da: Peter H. Hunt
- Scritto da: Martha Williamson e William Schwartz

## La notte dell'eclissi
- Titolo originale: The Homecoming: Part 2
- Diretto da: Peter H. Hunt
- Scritto da: Martha Williamson e William Schwartz

## Giornalista
- Titolo originale: The Journalist
- Diretto da: Tim Van Patten
- Scritto da: Ken LaZebnik

## Una nota stonata
- Titolo originale: The Violin Lesson
- Diretto da: Peter H. Hunt
- Scritto da: Glenn Berenbeim

## L'obiettivo sbagliato
- Titolo originale: Forget Me Not
- Diretto da: Michael Schultz
- Scritto da: Burt Pearl

## Ombrellini di carta
- Titolo originale: Smokescreen
- Diretto da: Victor Lobl
- Scritto da: Christine Pettit e Rosanne Welch

## Un uomo in crisi
- Titolo originale: Crisis of Faith
- Diretto da: Peter H. Hunt
- Scritto da: William Schwartz

## L'erede di Houdini
- Titolo originale: Angel of Death
- Diretto da: Tim Van Patten
- Scritto da: George Taweel e Rob Loos (soggetto); Glenn Berenbeim (sceneggiatura)

## L'angelo degli angeli
- Titolo originale: Clipped Wings
- Diretto da: Robert J. Visciglia Jr.
- Scritto da: R.J. Colleary

## Il muro (1a p.)
- Titolo originale: Amazing Grace, Pt.1
- Diretto da: Victor Lobl
- Scritto da: Martha Williamson

## Il muro (2a p.)
- Titolo originale: Amazing Grace, Pt.2
- Diretto da: Victor Lobl
- Scritto da: Martha Williamson

## Tempesta in arrivo
- Titolo originale: Labor of Love
- Diretto da: Jim Johnston
- Scritto da: Susan Cridland Wick

## Due padri per Noah
- Titolo originale: Have You Seen Me?
- Diretto da: Stuart Margolin
- Scritto da: R.J. Colleary (soggetto); Pamela Redford Russell (sceneggiatura)

## Una notte in un anonimo bar
- Titolo originale: Last Call
- Diretto da: Gene Reynolds
- Scritto da: Ken LaZebnik

## Fili d'argento
- Titolo originale: Missing in Action
- Diretto da: Tim Van Patten
- Scritto da: Rosanne Welch e Christine Pettit

## Volontari
- Titolo originale: At Risk
- Diretto da: Victor Lobl
- Scritto da: Kathleen McGhee-Anderson

## Vittime della paura
- Titolo originale: Full Moon
- Diretto da: Tim Van Patten
- Scritto da: Glenn Berenbeim

## La più forte
- Titolo originale: An Angel by any other name
- Diretto da: Gabrielle Beaumont
- Scritto da: Burt Pearl

## Un angelo speciale
- Titolo originale: Inherit the Wind
- Diretto da: Michael Schultz
- Scritto da: R.J. Colleary

## I figli di Joseph Wells
- Titolo originale: A Delicate Balance
- Diretto da: Tim Van Patten
- Scritto da: Jennifer Wharton (soggetto);  Debbie Smith e Danna Doyle (sceneggiatura)